# Eiskunstlauf-Europameisterschaften 1962
Die 54. Eiskunstlauf-Europameisterschaften fanden vom 27. Februar bis 3. März 1962 in Genf statt.

## Ergebnisse

### Herren
| Platz | Sportler              | Land                   | Punkte |
| ----- | --------------------- | ---------------------- | ------ |
| 1     | Alain Calmat          | Frankreich             | 14     |
| 2     | Karol Divín           | Tschechoslowakei       | 15     |
| 3     | Manfred Schnelldorfer | BR Deutschland         | 25     |
| 4     | Peter Jonas           | Österreich             | 39     |
| 5     | Emmerich Danzer       | Österreich             | 50     |
| 6     | Bodo Bockenauer       | DDR                    | 61     |
| 7     | Robin Jones           | Vereinigtes Königreich | 61     |
| 8     | Sepp Schönmetzler     | BR Deutschland         | 74     |
| 9     | Per Kjølberg          | Norwegen               | 82     |
| 10    | Waleri Meschkow       | Sowjetunion            | 89     |
| 11    | Károly Ujlaky         | Ungarn                 | 89     |
| 12    | Malcolm Cannon        | Vereinigtes Königreich | 128    |
| 13    | Giordano Abbondati    | Italien                | 125    |
| 14    | Heinrich Podhajsky    | Österreich             | 128    |
| 15    | Ralph Borghard        | DDR                    | 129    |
| 16    | Robert Dureville      | Frankreich             | 140    |
| 17    | Fritz Keszler         | BR Deutschland         | 143    |
| 18    | Alain Trouillet       | Frankreich             | 155    |
| 19    | Markus Germann        | Schweiz                | 170    |
| 20    | Wouter Toledo         | Niederlande            | 172    |
| 21    | Ragnar Wikström       | Finnland               | 189    |

Punktrichter:
- E. Kucharz  Österreich
- P. Baron  Frankreich
- Carla Listing  DDR
- A.Walker  BR Deutschland
- Pamela Davis  Vereinigtes Königreich
- P. Balázs  Ungarn
- E. Cattaneo  Italien
- Christen Christensen  Norwegen
- E. Kirchhofer  Schweiz

### Damen
| Platz | Sportlerin             | Land                   | Punkte |
| ----- | ---------------------- | ---------------------- | ------ |
| 1     | Sjoukje Dijkstra       | Niederlande            | 9      |
| 2     | Regine Heitzer         | Österreich             | 18     |
| 3     | Karin Frohner          | Österreich             | 30     |
| 4     | Helli Sengstschmid     | Österreich             | 43     |
| 5     | Diana Clifton-Peach    | Vereinigtes Königreich | 53     |
| 6     | Nicole Hassler         | Frankreich             | 56     |
| 7     | Fränzi Schmidt         | Schweiz                | 62     |
| 8     | Jana Mrázková          | Tschechoslowakei       | 69     |
| 9     | Jacqueline Harbord     | Vereinigtes Königreich | 71     |
| 10    | Eva Grožajová          | Tschechoslowakei       | 84     |
| 11    | Sandra Brugnera        | Italien                | 110    |
| 12    | Gabriele Seyfert       | DDR                    | 114    |
| 13    | Helga Zöllner          | Ungarn                 | 129    |
| 14    | Karin Dehle            | Norwegen               | 133    |
| 15    | Ann-Margereth Frei     | Schweden               | 133    |
| 16    | Daniéle Giraud         | Frankreich             | 139    |
| 17    | Alena Pokorná          | Tschechoslowakei       | 154    |
| 18    | Inge Paul              | BR Deutschland         | 156    |
| 19    | Tamara Bratus          | Sowjetunion            | 152    |
| 20    | Christine van de Putte | Belgien                | 175    |

Punktrichter:
- Oskar Madl  Österreich
- H. Hoyoux  Belgien
- H. Dudová  Tschechoslowakei
- N. Valdes  Frankreich
- E. Bauch  DDR
- Theo Klemm  BR Deutschland
- L. P. Barrajo  Vereinigtes Königreich
- C. Benedict-Stieber  Niederlande
- Christen Christensen  Norwegen

### Paare
| Platz | Sportler                                 | Land                   | Punkte |
| ----- | ---------------------------------------- | ---------------------- | ------ |
| 1     | Marika Kilius / Hans-Jürgen Bäumler      | BR Deutschland         | 15     |
| 2     | Ljudmila Beloussowa / Oleg Protopopow    | Sowjetunion            | 19     |
| 3     | Margret Göbl / Franz Ningel              | BR Deutschland         | 20     |
| 4     | Gerda Johner / Ruedi Johner              | Schweiz                | 37     |
| 5     | Irene Müller / Hans-Georg Dallmer        | DDR                    | 47     |
| 6     | Brigitte Wokoeck / Heinz-Ulrich Walther  | DDR                    | 63     |
| 7     | Milada Kubiková / Jaroslav Votruba       | Tschechoslowakei       | 68     |
| 8     | Diana Hinko / Bernd Henhapel             | Österreich             | 73     |
| 9     | Rita Blumenberg / Werner Mensching       | BR Deutschland         | 69     |
| 10    | Liv Lunde / Erik Grünert                 | Norwegen               | 93     |
| 11    | Jacqueline Steiner / Jean-Pierre Külling | Schweiz                | 97     |
| 12    | Vera Jeffery / Peter Webb                | Vereinigtes Königreich | 101    |

Punktrichter:
- W. Malek  Österreich
- E. Skákala  Tschechoslowakei
- E. Bauch  DDR
- A. Walker  BR Deutschland
- Pamela Davis  Vereinigtes Königreich
- P. Balázs  Ungarn
- Christen Christensen  Norwegen
- R. Steinmann  Schweiz
- Tatjana Tolmatschowa  Sowjetunion

### Eistanz
| Platz | Sportler                                 | Land                   | Punkte |
| ----- | ---------------------------------------- | ---------------------- | ------ |
| 1     | Christiane Guhel / Jean Paul Guhel       | Frankreich             | 10     |
| 2     | Linda Shearman / Michael Phillips        | Vereinigtes Königreich | 12     |
| 3     | Eva Romanová / Pavel Roman               | Tschechoslowakei       | 21     |
| 4     | Mary Parry / Roy Mason                   | Vereinigtes Königreich | 27     |
| 5     | Ann Cross / Francis Williams             | Vereinigtes Königreich | 36     |
| 6     | Helga Burkhardt / Hannes Burkhardt       | BR Deutschland         | 46     |
| 7     | Olga Gilardi / Germano Ceccattini        | Italien                | 46     |
| 8     | Marlyse Fornachon / Charly Pichard       | Schweiz                | 61     |
| 9     | Jitka Babická / Jaromír Holan            | Tschechoslowakei       | 65     |
| 10    | Armelle Flichy / Pierre Brun             | Frankreich             | 72     |
| 11    | Gabriele Rauch / Rudi Matysik            | BR Deutschland         | 80     |
| 12    | Györgyi Korda / Pál Vásárhelyi           | Ungarn                 | 79     |
| 13    | Christel Trebesiner / Gerald Felsinger   | Österreich             | 85     |
| 14    | Maria-Grazia Toncelli / Vinicio Toncelli | Italien                | 95     |

Punktrichter:
- E. Skákala  Tschechoslowakei
- L. Lauret  Frankreich
- H. Wollersen  BR Deutschland
- Pamela Davis  Vereinigtes Königreich
- P. Balázs  Ungarn
- C. Benacchi-Bordogna  Italien
- E. Kirchhofer  Schweiz